# Netelia yui
Netelia yui är en stekelart som beskrevs av Konishi 2000. Netelia yui ingår i släktet Netelia och familjen brokparasitsteklar. Inga underarter finns listade i Catalogue of Life.